# Domenico Longo
Domenico Longo, né le 28 mai 1977 en Calabre, est un pâtissier et cuisinier italien.

## Biographie

### Formation
Très jeune, Domenico Longo apprend les bases de la pâtisserie. Puis il entre dans l'école hôtelière de Rimini où il apprend la cuisine. Après avoir obtenu son diplôme en 1998, Domenico Longo travaille à Milan dans un restaurant de la chaîne d'hôtel Four Seasons Hotel sous la direction du chef Sergio Mei.
Auprès du chef Beppo Tonon en Vénétie, Domenico Longo focalise sa formation sur la décoration des coupes glacées avec des fruits sculptés.

### Consécration
Domenico Longo est le chef du restaurant Casa Coste à Susegana, une auberge de campagne ou le chef utilise des produits locaux et biologiques .
En 2009, Domenico Longo participe pour la première fois à la coupe du monde de la pâtisserie avec Alessandro dal Masso spécialiste du sucre et le chocolatier Giancarlo Cortinovis. Avec leurs desserts dans le thème de la Divine Comédie, intitulé Amore divino, l'équipe italienne est sacrée vice-championne du monde,,. À cette occasion, Domenico Longo se distingue en faisant des anges de glace.
En 2011, Domenico Longo est de nouveau sélectionné pour participer à la coupe du monde de la pâtisserie à Lyon avec Davide Comaschi et Emmanuele Forcone. Ensemble ils optent pour le thème de « la forêt enchantée » (Il bosco incantato). L'équipe italienne menée par Domenico Longo remporte une nouvelle fois la médaille d'argent,.
Grâce à ses succès à la coupe du monde de la pâtisserie, Domenico Longo devient le chroniqueur cuisine dans l'émission Unomattina de la Rai 1.

## Engagements
Domenico Longo s'engage à promouvoir la cuisine traditionnelle italienne et plus particulièrement les produits de la région de Trevise.
Par exemple, le 30 mai 2010, à l'occasion de la manifestation touristique du vin (Movimento turismo del vino), Domenico Longo s'associe avec Carpenè Malvolti, producteur de vin basé à Conegliano.
Domenico Longo s'engage dans le mouvement slow food et accueille le 10 décembre 2009 dans son restaurant, le deuxième rendez-vous annuel de la Terra Madre. À cette occasion, il prépare pour les convives un menu composé de plats traditionnels avec des ingrédients biologiques et issus du marché équitable.

## Prix
- Coupe du monde de la pâtisserie 2009
- Coupe du monde de la pâtisserie 2011